# Marie Salcmanová-Lukášová
Marie Salcmanová-Lukášová, v Knize narozených Maria Bohuslava Josefa (23. listopadu 1903 Smíchov – 16. srpna 1963 Broumov), byla česká herečka.

## Životopis
Její rodiče byli JUDr. Josef Lukáš (1965) a Božena Lukášová-Lauschmannová (1872), vzali se 30. 9. 1899. Měla sestru Boženu (1900). 
Marie se 3. července 1931 provdala za akademického malíře a výtvarného pedagoga Martina Salcmana (1896–1979).
Začínala v Národním divadle v Brně (1926–1929), potom byla členkou Městského divadla na Královských Vinohradech (1929–1950) a nakonec hrála v Městských divadlech pražských (1950–1963).
Bydlela v Praze na Smíchově v Holečkově ulici čp. 332.

## Dílo

### Filmové role
- Z mého života – scénář Václav Krška, Jiří Mařánek, Jaroslav Beránek; režie Václav Krška. 1955
- Vina Vladimíra Olmera: Králová, Vladimírova domácí – Václav Gajer, Jiří Mareš[nepřesný odkaz]; Václav Gajer. 1956
- Vyšší princip: profesorka gymnázia – Jan Drda, Jiří Krejčík; Jiří Krejčík. 1960